# Challenger de San Benedetto 2014
El San Benedetto Tennis Cup 2014 fue un torneo de tenis profesional jugado en canchas de tierra batida. Se disputó la 10.ª edición del torneo que formó parte del circuito ATP Challenger Tour 2014. Se llevó a cabo en San Benedetto del Tronto, Italia entre el 7 y el 13 de julio de 2014.

## Jugadores participantes del cuadro de individuales

### Cabezas de serie
| País                            | Jugador               | Ranking1 | N.º |
| ------------------------------- | --------------------- | -------- | --- |
| Bandera de Austria              | Andreas Haider-Maurer | 95       | 1   |
| Bandera de Argentina            | Máximo González       | 116      | 2   |
| Bandera de Italia               | Filippo Volandri      | 117      | 3   |
| Bandera de Bosnia y Herzegovina | Damir Džumhur         | 123      | 4   |
| Bandera de Eslovaquia           | Norbert Gomboš        | 128      | 5   |
| Bandera de Italia               | Simone Bolelli        | 132      | 6   |
| Bandera de Eslovenia            | Aljaž Bedene          | 140      | 7   |
| Bandera de Eslovaquia           | Andrej Martin         | 162      | 8   |

- 1 Se ha tomado en cuenta el ranking del día 30 de junio de 2014.

### Otros participantes
Los siguientes jugadores recibieron una invitación (wild card), por lo tanto ingresan directamente al cuadro principal (WC):
- Simone Bolelli
- Alessandro Giannessi
- Gianluigi Quinzi
- Filippo Volandri

Los siguientes jugadores ingresan al cuadro principal como alternantes (Alt):
- Gianluca Naso

Los siguientes jugadores ingresan al cuadro principal tras disputar el cuadro clasificatorio (Q):
- Enzo Couacaud
- Duilio Beretta
- Tomislav Brkić
- Artem Smirnov

## Jugadores participantes en el cuadro de dobles

### Cabezas de serie
| País                  | Jugador              | País                       | Jugador           | Ranking1 | N.º |
| --------------------- | -------------------- | -------------------------- | ----------------- | -------- | --- |
| Bandera de Argentina  | Guillermo Durán      | Bandera de Argentina       | Eduardo Schwank   | 222      | 1   |
| Bandera de Italia     | Alessandro Giannessi | Bandera de Argentina       | Máximo González   | 302      | 2   |
| Bandera de Venezuela  | Roberto Maytín       | Bandera de Argentina       | Andrés Molteni    | 334      | 3   |
| Bandera de Eslovaquia | Andrej Martin        | Bandera de República Checa | Jaroslav Pospíšil | 431      | 4   |

- 1 Se ha tomado en cuenta el ranking del día 30 de junio de 2014.

## Campeones

### Individual Masculino
- Damir Džumhur derrotó en la final a  Andreas Haider-Maurer por 6-3, 6-3.

### Dobles Masculino
- Daniele Giorgini /  Potito Starace derrotaron en la final a  Hugo Dellien /  Sergio Galdós por 6-3, 6-73, 10-5.